# 程光锐
程光锐（1918年—2013年），笔名程边、禾君等，男，江苏睢宁人，中国诗人。曾任《报告文学》杂志副主编。